# Mathieu Rutten (politicus)
Mathieu Rutten (Geistingen, 20 juli 1925 - Tongeren, 11 november 2011) was een Belgische politicus voor de CVP en burgemeester van Tongeren.

## Levensloop
Bij de CVP behoorde Rutten tot de ACW-vleugel. In 1954 kwam hij als vrijgestelde voor de vakbond ACV naar Tongeren, waar hij de belangen van de Vlaamse arbeiders in het industriegebied van Luik behartigde, en in 1956 vestigde hij zich definitief in de stad.
In 1964 werd Rutten gemeenteraadslid in Tongeren. Van april 1969 tot juli 1972 was hij er schepen. Hij was ook buiten de gemeentepolitiek actief. Zo werd hij in 1969 lid van de Senaat als provinciaal senator voor Limburg. Hij bleef dit tot 1971, toen hij voor het arrondissement Tongeren-Maaseik lid werd van de Kamer van volksvertegenwoordigers, een functie die hij uitoefende tot in 1981. Daarna was hij van 1981 tot 1985 rechtstreeks gekozen senator. In de periode december 1971-oktober 1980 zetelde hij als gevolg van het toen bestaande dubbelmandaat ook in de Cultuurraad voor de Nederlandse Cultuurgemeenschap, die op 7 december 1971 werd geïnstalleerd. Vanaf 21 oktober 1980 tot oktober 1985 was hij lid van de Vlaamse Raad, de opvolger van de Cultuurraad en de voorloper van het huidige Vlaams Parlement. 
Na de gemeentelijke fusies werd Rutten in 1977 burgemeester van de fusiegemeente Tongeren, wat hij tot 1982 bleef. Hij bleef nog tot 1995 in de gemeenteraad zetelen.
Tevens was hij auteur van talrijke sociaal-historische boeken, een uitvloeisel van zijn sociaal engagement.
Hij mag niet verward worden met zijn naamgenoot en schrijver Mathieu Rutten (1906-1987).

## Publicaties
- Oorlog in Limburg. Markante feiten